# Taalspel (Wittgenstein)
Taalspelen vormen een belangrijk begrip uit het postume werk Philosophische Untersuchungen, vertaald uitgegeven als Filosofische Onderzoekingen, van de Oostenrijks-Engelse filosoof Ludwig Wittgenstein. Hij borduurt hiermee voort op zijn ideeën uit de  Tractatus, waarin hij taal beschouwde als een middel om de werkelijkheid weer te geven. Wittgenstein is na dit boek tot de conclusie gekomen, mede onder invloed van de Italiaanse econoom Piero Sraffa, dat taal een complexer systeem is dan hij dacht. Daarom introduceert hij het begrip "taalspel". Hij doet dit door aan te geven dat er geen eensluidende definitie voor "spel" gegeven kan worden. Dit geldt ook voor taal. Is het een communicatiemiddel? Wat valt er dan te zeggen van de eenzame lezer die hardop een gedicht leest? 
Volgens Wittgenstein kan taal niet verder gedefinieerd worden dan de grenzen van zijn toepassing. De taal die twee werklui gebruiken tijdens het repareren van een dak ("Geef me een dakpan. Nee, die andere."), is niet de taal van twee geliefden, noch de taal tussen moeder en kind. Zie ook: taalregister.
In de Untersuchungen probeert Wittgenstein, door elke keer een verschillend taalspel aan te halen, een beeld te scheppen van taal, zonder er een eensluidende definitie voor te geven. De metafoor die hij zelf hiervoor gebruikt, is die van een wandeling door een stad. Als je een stad vanuit verschillende richtingen doorkruist, de ene keer vanuit het noorden, de andere keer vanuit het zuiden, krijg je langzaam maar zeker een behoorlijk goed idee van de stad, zonder ooit een kaart ervan gezien te hebben.
Een plattegrond is slechts een tweedimensionale weergave, die niet het hele verhaal vertelt. Ook in Het Bruine en het Blauwe Boek - een verzameling postuum uitgegeven lesnotities - werkte Wittgenstein op deze manier aan zijn theorie.